# スズキ・バイプレーン

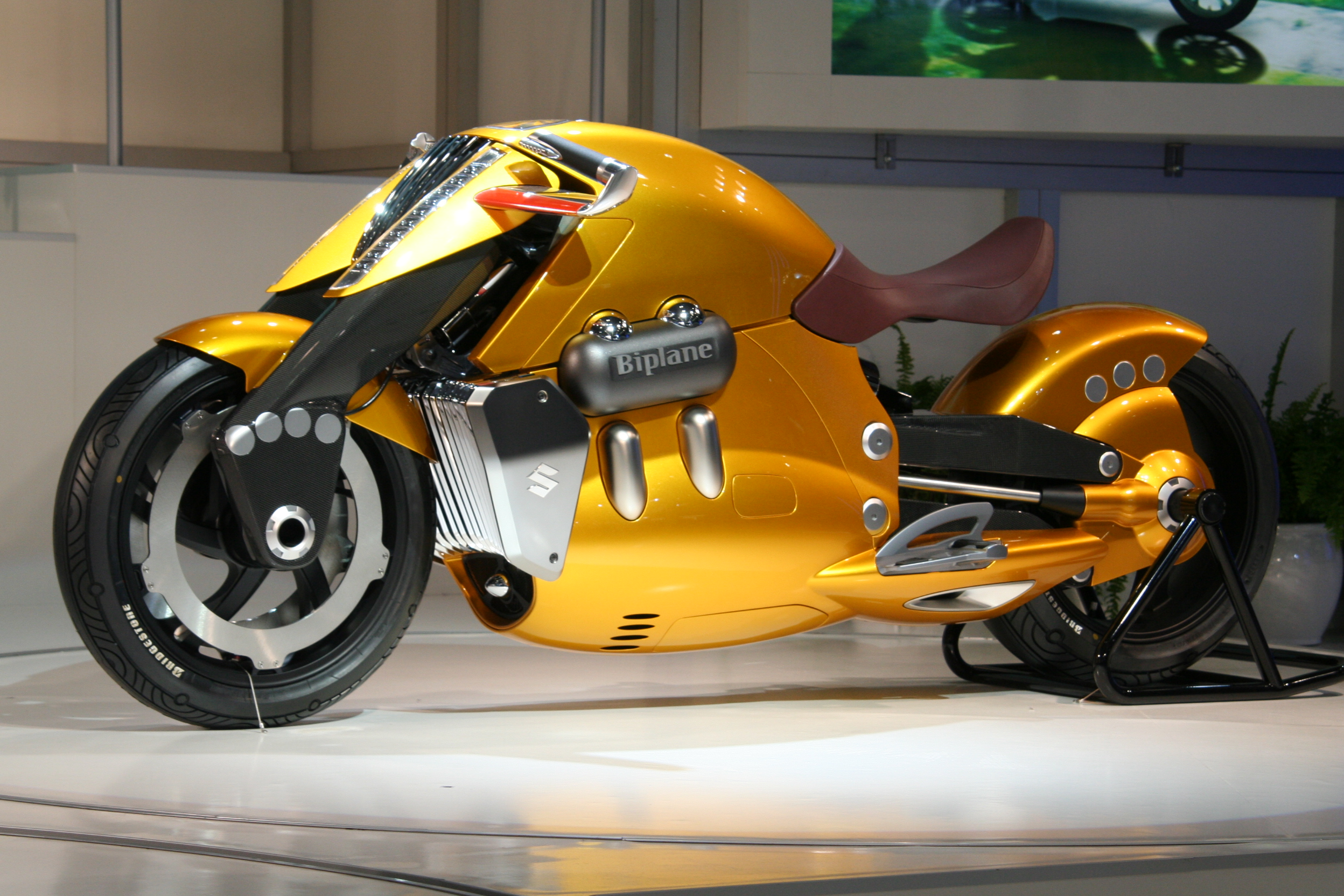
スズキ・バイプレーン

バイプレーン（BIPLANE）は、スズキが製造したコンセプト車である。

## 概要
2007年の東京モーターショーにて発表された。ドリームマシンプロジェクトに基づいて開発された車体で、多くのライダーに楽しんでもらうということをコンセプトにキャノピーに覆われていないバイクで飛行機のイメージを感じ取れるようにするため名前の通り「複葉機」をイメージした構造となっている。エンジンはV型4気筒を縦置きにマウントしている。また、2008年には1/18ダイキャストモデルとして発売された。

## 登場作品
- 『Break It/Get Myself Back』（安室奈美恵） - Break Itのプロモーションビデオに登場。